# Yasemin Özilhan
Yasemin Özilhan, geborene Ergene (* 22. Januar 1985 in Hamburg), ist eine türkische Schauspielerin.

## Leben
Ergene wurde 1985 in Hamburg geboren. Nach dem Gymnasialabschluss in Mürefte in der Provinz Tekirdağ besuchte sie das Mujdat-Gezen-Theaterzentrum. Sie spielte in den türkischen Fernsehserien Aşk Oyunu, Doktorlar, Koçum Benim, Ah Be İstanbul, Babam Adam Olacak und Çocuğun Var Derdin Var mit sowie in den Kinofilmen Vizontele Tuuba und Hırsız Var. Nach ihrer Hochzeit mit İzzet Özilhan im Jahr 2011 nahm sie eine Auszeit als Schauspielerin.

## Filmografie
Filme
- 2003: Vizontele Tuuba

Serien
- 2002: Koçum Benim
- 2004: Çocuğun Var Derdin Var
- 2005: Aşk Oyunu
- 2006–2010: Doktorlar
- 2008: Babam Adam Olacak
- 2019: Mucize Doktor